# Premio ENI
El Premio Eni es un galardón concedido por la empresa italiana de petróleo y gas Eni con el objetivo de fomentar un mejor uso de las fuentes de energía y una mayor investigación medioambiental. Las estrictas directrices del premio y los notables nombres que forman parte del comité de selección (incluidos premios Nobel) hacen del Eni un premio codiciado. La lista de ganadores del premio Eni incluye a premios Nobel como Harold W. Kroto y Alan Heeger.
Algunos sitios web y revistas (Fondazione Eni Enrico Mattei) han calificado el premio Eni de "premio Nobel de la investigación energética" El comité científico del premio Eni incluye representantes de la Universidad de Stanford, el MIT, Cambridge, la Universidad de Stuttgart, la Universidad Estatal de Florida, la Universidad de Pisa, la Universidad de Texas en Austin y otros. El premio anual Eni se puso en marcha en julio de 2007, previsto por el Plan Director Tecnológico del grupo. El Premio Eni amplía y sustituye al Premio Eni-Italgas, anteriormente conocido como Premio Italgas, que en 2006 había alcanzado su XIX edición.

## Selección del premio
El Comité Científico del premio -que tiene la función de evaluar a los candidatos y asignar los premios- es del más alto nivel y está compuesto por investigadores y científicos de algunos de los institutos de investigación más avanzados del mundo, e incluye a Jean-Marie Lehn, Premio Nobel de Química 1987.
En los años siguientes, han sido premiados 78 investigadores de 20 países: Italia, Alemania, Estados Unidos, Australia, Francia, Canadá, España, Noruega, Países Bajos, Suiza, Reino Unido, Israel, Suecia, Corea del Sur, India, Egipto, Sudáfrica, República. del Congo, Nigeria y Etiopía. Entre ellos figuran tres Premios Nobel. Más de 7559 investigadores de todo el mundo han presentado sus proyectos de investigación, a los que hay que añadir las numerosas personalidades que han avalado o formado parte de las distintas comisiones de evaluación.
Entre los distinguidos representantes de la comunidad científica internacional que han recibido el premio Eni en el pasado se encuentran Sir Harold W. Kroto, premio Nobel de Química en 1996; Alan J. Heeger, Premio Nobel de Química 2000; y Theodor W. Hänsch,  Premio Nobel de Física 2005.

## Galardonados en 2008
Entre los premios concedidos en 2008 figuran:
- El premio de Investigación y Medio Ambiente se concedió al científico estadounidense J. Craig Venter, uno de los genetistas vivos más importantes que, en 2000, anunció que era el primero en haber completado un mapa del genoma humano. El premio se le concedió por un trabajo de investigación de finales de 2007, publicado en la revista Science, en el que creó un cromosoma sintético en el laboratorio mientras trabajaba con el ADN de bacterias. Los resultados de Venter son un paso fundamental hacia los genes sintéticos, que prometen una gama ilimitada de aplicaciones revolucionarias en los campos de la energía y el medio ambiente, como nuevos procesos para el secuestro de CO2 o la regeneración de entornos contaminados. En cuanto a la energía, esta investigación abre el camino al diseño de nuevas vías metabólicas para la producción de biocombustibles innovadores a partir de materiales orgánicos.
- El premio de Ciencia y Tecnología se concedió ex aequo a Arthur J. Nozik (Laboratorio Nacional de Energías Renovables del Departamento de Energía de Estados Unidos, en Golden, Colorado) y Stefan W. Glunz (Instituto Fraunhofer de Sistemas de Energía Solar ISE, en Friburgo, Alemania), ambos activos en el campo de la conversión de la energía solar mediante tecnología fotovoltaica.
- Los dos premios Debut en Investigación se han concedido a los jóvenes investigadores Silvia Cereda (Università di Milano Bicocca) y Gian Luca Chiarello (Università degli Studi di Milano) por una investigación que promete interesantes avances en el campo de la producción de energía.

## Galardonados en 2009
Entre los premios concedidos en 2009 figuran:
- El premio Nuevas Fronteras de los Hidrocarburos fue concedido ex aequo a Alan G. Marshall (EE. UU., Laboratorio Nacional de Altos Campos Magnéticos) y Tony Settari (Canadá), experto en ingeniería de yacimientos y simulaciones informáticas de yacimientos petrolíferos, así como en procesos geoquímicos y análisis de fracturas de cuencas. Se concede por la investigación en exploración, recuperación avanzada, desarrollo, refinamiento, transporte y distribución de petróleo y gas natural.
- El premio a las Energías Renovables y No Convencionales fue concedido a Martin Green. Se concede por resultados avanzados de I+D en fuentes de energía renovables y no convencionales.
- El premio a la Protección del Medio Ambiente se concedió a Gérard Férey. Se le concede por su destacada labor de investigación e innovación en ámbitos relacionados con el impacto ambiental de las actividades humanas, concretamente la protección y restauración del medio ambiente, con especial atención a la investigación y las tecnologías innovadoras para eliminar los contaminantes locales y el CO2 con el fin de mejorar las condiciones medioambientales.
- Los dos premios Debut en Investigación, concedidos a jóvenes investigadores para promover la investigación en Italia, han sido asignados a Alberto Cuoci y Loredana De Rogatis. Abarcan las mismas áreas que los tres premios internacionales: investigación e innovación tecnológica en hidrocarburos, energías renovables y no convencionales, y protección y restauración del medio ambiente.

## Galardonados en 2010
Entre los premios concedidos en 2010 figuran:
- El premio Nuevas Fronteras de los Hidrocarburos se concedió ex aequo a Avelino Corma, Instituto de Tecnología Química UPV-CSIC (Valencia), por sus importantes descubrimientos sobre la síntesis de nuevos catalizadores para mejorar el refinado de las fracciones más pesadas del petróleo, y a Mark Knackstedt, Australian National University (Canberra), por sus investigaciones pioneras sobre la localización y características de los yacimientos petrolíferos, basadas en imágenes de alta resolución y en 3D de estructuras rocosas.
- El premio Energías Renovables y No Convencionales fue otorgado a Angela Belcher, del MIT (Boston), por su innovador y fundamental proyecto de investigación sobre los principios de desarrollo de los sistemas naturales capaces de reconvertir y utilizar la energía.
- El premio Protección del Medio Ambiente fue otorgado a François Morel, Universidad de Princeton, por su importante descubrimiento de una nueva clase de enzimas que desempeñan un papel crucial en el transporte y fijación CO2 .
- Los premios Debut en Investigación fueron otorgados a Lorenzo Fagiano, Universidad Politécnica de Turín (Turín), por una disertación que representa una contribución importante e innovadora en la generación de energía eólica a gran altitud y que incluye análisis teóricos, planificación de sistemas, simulaciones y análisis económicos; y a Matteo Mauro (Universidad de Milán, Departamento de Química Inorgánica “L. Malatesta”) por un proyecto de investigación sobre dispositivos energéticos de alta eficiencia con un gran potencial de aplicación a sistemas emisores de luz con baja pérdida de energía, basados en componentes electroluminiscentes innovadores.

## Galardonados en 2011
Entre los premios concedidos en 2011 figuran:
- El premio Nuevas Fronteras de los Hidrocarburos fue compartido ex aequo entre dos destacados científicos, el profesor Gabor A. Somorjai, de la Universidad de California, y el profesor Martin Landrø, de la Universidad Noruega de Ciencia y Tecnología. El profesor Somorjai ganó el premio por su excelente trabajo sobre el proceso de craqueo, mientras que el profesor Landrø fue galardonado por su avanzada técnica de análisis sísmico "4D". Este fue el último año, para el Premio Eni, de un único Premio Nuevas Fronteras de los Hidrocarburos: la siguiente edición de 2012 presentó dos Premios diferentes, destinados a los sectores Downstream y Upstream.
- El premio de Energías Renovables y No Convencionales se concedió al profesor Gregory Stephanopoulos, del Instituto Tecnológico de Massachusetts, por su investigación sobre la estructura genética bacteriana, con el objetivo de convertir materias primas en hidrocarburos.
- El premio a la Protección del Medio Ambiente se asignó al Profesor Jean-Marie Tarascon, de la Universidad de Picardie "Jules Verne", por su destacada investigación en el sector de las baterías de iones de litio, destinada a producir baterías más seguras, con menores costes e impacto medioambiental.
- Los dos premios Debut en Investigación se concedieron al Dr. Simone Gamba, del Politécnico de Milán, por su Tesis Doctoral sobre el proceso de hidrocraqueo, y al Dr. Fabrizio Frontalini, de la Universidad de Urbino "Carlo Bo", por su Tesis Doctoral relativa a la utilización de foraminíferos bentónicos como biomarcadores para el seguimiento de la contaminación.

## Galardonados en 2012
Entre los premios concedidos en 2012 figuran:
- El premio Nuevas Fronteras de los Hidrocarburos (Upstream) fue otorgado a Fabio Rocca, profesor emérito de Telecomunicaciones del Politécnico de Milán, y Alessandro Ferretti, director general de "Tele-Rilevamento Europa" (TRE) por desarrollar un algoritmo para procesar datos procedentes de sistemas de observación por satélite.
- El premio Nuevas Fronteras de los Hidrocarburos (Downstream) fue otorgado a Enrique Iglesia, catedrático de Ingeniería Química de la Universidad de California, Berkeley, por desarrollar un catalizador más eficaz y capaz de transformar eficientemente materias primas.
- El premio a las Energías Renovables no Convencionales fue otorgado a Harry A. Atwater, Profesor de Física Aplicada y Ciencia de Materiales en el Instituto de Tecnología de California y director del Instituto Resnick de Ciencia, Energía y Sostenibilidad, y Albert Polman, Director y Grupo Científico Líder del Instituto FOM AMOLF en Amsterdam, por su investigación para optimizar la producción de energía solar reduciendo costos.
- El premio a la Protección del medio ambiente se concedió a Barbara Sherwood Lollar, catedrática de Geología de la Universidad de Toronto, por la aplicación de la geoquímica de isótopos estables a la investigación y protección de los recursos de aguas subterráneas.
- Los dos premios a los Debutantes en Investigación se concedieron a Silvia Comba, por su trabajo sobre el hierro como solución al problema de la contaminación de los acuíferos, y a Jijeesh Ravi Nair, por su trabajo sobre el almacenamiento de electricidad a partir de fuentes renovables mediante la mejora de las baterías de litio. Ambos pertenecen al Politécnico de Turín

## Galardonados en 2013
Los premios otorgados en 2013 incluyen:
- El premio Nuevas Fronteras de los Hidrocarburos (Downstream) se concedió a Rajamani Krishna, profesor del Instituto Van't Hoff de Ciencias Moleculares de la Universidad de Ámsterdam, por sus investigaciones para mejorar los procesos de purificación y separación de gases.
- El premio Nuevas Fronteras de los Hidrocarburos (Upstream) se concedió a Philip G. Jessop, catedrático de Química Inorgánica y titular de la Cátedra de Investigación de Canadá en Química Verde del Departamento de Química de la Universidad Queen's de Kingston (Ontario), que descubrió una forma de diseñar propiedades de disolventes inteligentes a la carta, utilizando compuestos químicos como interruptor.
- El premio de Energías Renovables y No Convencionales ha sido compartido ex aequo por Frances Arnold, catedrática de Ingeniería Química, Bioquímica y Bioingeniería del Instituto Tecnológico de California, por la creación de métodos dirigidos a la ingeniería de biocatalizadores para la producción de combustibles y productos químicos de alta selectividad a partir de biomasa, y James Liao, catedrático de la Fundación Parson y director del Departamento de Ingeniería Química y Biomolecular de la Universidad de California, por la selección de microorganismos para convertir biomasa de celulosa de madera, proteínas de desecho y dióxido de carbono en compuestos químicos y combustibles útiles.

- El premio a la Protección del Medio Ambiente se concedió a Roberto Danovaro, catedrático de Biología y Ecología Marina de la Universidad Politécnica de las Marcas, por sus investigaciones sobre el papel que desempeñan los virus en el mantenimiento del equilibrio del ecosistema marino y el control de la capacidad de absorción de CO2.

- Los dos premios a Debutantes en Investigación se concedieron a Matteo Cargnello, licenciado por la Universidad de Trieste, por su investigación centrada en la síntesis de nanoestructuras precisas que proporcionan catalizadores activos y estables para la producción de energía, y a Damiano Genovese, investigador postdoctoral del Grupo de Nanociencias Fotoquímicas de la Universidad de Bolonia, por su análisis del enfoque supramolecular para la creación de nanoestructuras fluorescentes de aplicación en diversos sectores.

## Galardonados en 2014
Entre los premios concedidos en 2014 figuran:
- El premio Nuevas Fronteras de los Hidrocarburos (Downstream) se concedió a Amir H. Hoveyda, del Boston College (Massachusetts-EE. UU.), por desarrollar catalizadores para sintetizar moléculas complejas con propiedades específicas.
- El premio Nuevas Fronteras de los Hidrocarburos (Upstream) se ha concedido a Tapan Mukerji, Gary Mavko y Jack Dvorkin, de la Universidad de Stanford, y a Dario Grana, de la Universidad de Wyoming, por desarrollar un método para obtener información cuantitativa del subsuelo a partir de datos sísmicos.
- El premio de Energías Renovables se ha concedido a Jay D. Keasling, de la Universidad de California, Berkeley (EE. UU.), por sus investigaciones orientadas a la ingeniería de microorganismos, en particular Escherichia coli y Saccharomyces cerevisiae.
- El premio a la Protección del medio ambiente se concedió a Clément Sanchez, del Collège de France de París, por el desarrollo de tecnologías muy innovadoras para el diseño, síntesis y procesamiento de materiales inorgánicos multifuncionales e híbridos orgánico-inorgánicos.
- Los dos premios a Debutantes en Investigación se concedieron a Martina Siena, por una simulación numérica del flujo de fluidos en yacimientos de petróleo y gas, y a Nicola Bortolamei, por su excelente tesis sobre los métodos electroquímicos para la producción de materiales poliméricos especiales.

## Galardonados en 2015
Entre los premios concedidos en 2015 figuran:
- El premio Nuevas Fronteras de los Hidrocarburos (Downstream) fue otorgado a Helmut Schwarz de la Technische Universität Berlin por su investigación sobre la activación del metano para su conversión en hidrocarburos más pesados u oxigenados.
- El premio Nuevas Fronteras de los Hidrocarburos (Upstream) fue otorgado a Johan Olof Anders Robertsson, de la ETH de Zurich, por su investigación sobre el desarrollo de una tecnología para la adquisición y modelización de datos de prospección marina mediante métodos sísmicos.
- El premio de Energías Renovables ha sido concedido a Mercouri Kanatzidis, de la Universidad Northwestern de Evanston, Illinois, por su investigación sobre el desarrollo de nuevos semiconductores de estado sólido capaces de recuperar el calor residual y convertirlo directamente en electricidad.
- El premio de Protección Medioambiental fue concedido a Menachem Elimelech, profesor de la Universidad de Yale, por el desarrollo del proceso de "ósmosis directa" para la desalinización de agua de alta salinidad.
- Los dos premios Debut en Investigación fueron otorgados a Daniela Meroni por su investigación sobre la aplicabilidad del dióxido de titanio (TiO2) en los procesos de recuperación ambiental, y a Margherita Maiuri por sus estudios sobre los mecanismos que gobiernan la captación de la radiación solar a través de la observación espectroscópica. de pulsos ópticos ultracortos.

## Galardonados en 2016
Entre los premios concedidos en 2016 figuran:
- El premio Nuevas Fronteras de los Hidrocarburos (Downstream) fue otorgado a Johannes Lercher, de la Technische Universität München por sus investigaciones sobre nuevas estrategias catalíticas para la síntesis de alquenos y alcanosoles.
- El premio Nuevas Fronteras de los Hidrocarburos (Upstream) fue otorgado ex aequo a Christopher Ballentine de la Universidad de Oxford por sus estudios sobre los sistemas de fluidos subsuperficiales, y Emiliano Mutti, de la Universidad de Parma, por sus investigaciones sobre la sedimentación en aguas profundas.
- El premio a la protección del medio ambiente lo recibió David Milstein, del Instituto Weizmann de Ciencias, por su investigación sobre reacciones catalíticas para sustituir procesos contaminantes.
- Los dos premios al debut en investigación fueron otorgados a Federico Bella, de la Universidad Politécnica de Turín, por su investigación sobre células solares de tercera generación fabricadas predominantemente con materiales plásticos, y a Alessandra Menafoglio, de la Universidad Politécnica de Milán por sus estudios de datos amplios y complejos para hacer predicciones fiables sobre variables naturales.

## Galardonados en 2017
Entre los premios concedidos en 2017 figuran:
- El premio Transición Energética fue otorgado a Robert Schlögl por su investigación en el campo de la producción de hidrógeno y metano a partir de fuentes renovables.
- El premio Soluciones Ambientales Avanzadas fue otorgado a Graham Hutchings por el desarrollo de catalizadores de bajo impacto ambiental.
- El premio Energy Frontiers ha sido concedido a Jens Nielsen por su investigación sobre la ingeniería de microorganismos.
- Los premios Joven Investigador del Año fueron concedidos a Matteo Fasano por sus estudios sobre la síntesis de nanomateriales y a Stefano Langé por el desarrollo de un proceso innovador para la purificación de gas natural con alto contenido de CO2 y H2S.
- Los premios Jóvenes Talentos de África fueron otorgados a Blessing Onyeche Ugwoke (Nigeria), por un estudio sobre la eficiencia energética de los sistemas de energías renovables sin conexión a la red en Nigeria, y a Yemane Kelemework Equbamariam por su tesis sobre investigaciones geofísicas integradas del Rift Principal Etíope aplicadas a la exploración de recursos geotérmicos.

## Galardonados en 2018
Entre los premios concedidos en 2018 figuran:
- El premio Transición Energética fue otorgado a Omar M. Yaghi de la Universidad de California, Berkeley, por su investigación en el campo de los sólidos porosos cristalinos.
- El premio Soluciones Ambientales Avanzadas fue otorgado a Sang Yup Lee del Instituto Avanzado de Ciencia y Tecnología de Daejeon en Corea del Sur porel desarrollo de bacterias de ingeniería destinadas a la fabricación de productos químicos, combustibles y materiales de biomasa no alimentaria.
- El premio Energy Frontiers fue concedido a Zhong Lin Wang, del Instituto Tecnológico de Georgia, Atlanta, por sus "nanogeneradores triboeléctricos", un nuevo grupo de dispositivos capaces de convertir la energía natural en electricidad de alto rendimiento.
- Los premios Joven Investigador del Año fueron otorgados a Michele De Bastiani por su tesis sobre la estabilidad de dos tecnologías fotovoltaicas emergentes: la fotovoltaica orgánica y las células basadas en la perovskita, y a Gianluca Longoni por su tesis sobre el desarrollo de electrodos innovadores para baterías basadas en iones de sodio.
- Los premios Jóvenes Talentos de África fueron concedidos a Emerance Jessica Claire D'Assise Goma-Tchimbakala de la Universidad Marien NGouabi de Brazzaville (Congo) por sus estudios sobre el efecto de los microorganismos y de las sustancias sintetizadas metabolizadas en la rehabilitación ambiental y a Elvis Tinashe Ganda, un Estudiante zimbabuense de la Universidad Tecnológica de Durban (Sudáfrica) por sus estudios sobre biomasa, un combustible alternativo renovable.

## Galardonados en 2019
Entre los premios concedidos en 2019 figuran:
- El premio Transición Energética recayó en James A. Dumesic, de la Universidad de Wisconsin-Madison, por desarrollar procesos catalíticos para la conversión de combustibles de biomasa y productos químicos.
- El premio Soluciones Ambientales Avanzadas fue otorgado a Paul Chirik, de la Universidad de Princeton, por su investigación en el campo de la catálisis.
- El premio Energy Frontiers ha sido concedido a Michael Aziz y Roy Gordon, de
- la Universidad de Harvard, que han desarrollado un nuevo tipo de batería más barata e innovadora.
- Los premios Joven Investigador del Año fueron otorgados a Alberto Pizzolato por su investigación sobre métodos de modelado para impresión 3D, y a Matteo Monai por su investigación para el desarrollo de catalizadores nanoestructurados basados en aleaciones de metales no nobles.
- Los premios Jóvenes Talentos de África fueron otorgados a Emmanuel Kweinor Tetteh, de la Universidad Tecnológica de Durban, por desarrollar un proceso que combina fotocatalizadores innovadores con sistemas de tratamiento biológico de aguas residuales, convirtiendo simultáneamente CO2  en combustible, y a Madina Mahmoud, de la Universidad Americana de Cairo, por su investigación sobre la preparación de membranas innovadoras para tratar el agua de producción.

## Galardonados en 2020
Entre los premios concedidos en 2020 figuran:
- El premio Transición Energética fue otorgado a David T. Allen, de la Universidad de Texas, por sus investigaciones sobre el tema de gran actualidad de las emisiones fugitivas de metano.
- El premio Soluciones Ambientales Avanzadas fue otorgado a Jürgen Caro y Jörg Kärger, de las Universidades de Hannover y Leipzig respectivamente, por su trabajo que condujo al desarrollo de técnicas de microimagen para la observación de flujos moleculares difusos en materiales nanoporosos.
- El premio Energy Frontiers ha sido concedido a Chintamani Nagesa Ramachandra Rao, del Centro Internacional de Ciencia de Materiales de Bangalore, por sus trabajos sobre óxidos metálicos, nanotubos de carbono y otros materiales.
- Los premios Joven Investigador del Año fueron otorgados a Matteo Morciano, que ha desarrollado tecnologías innovadoras para la producción pasiva de agua potable mediante energía solar, y a Francesca De Falco, por su investigación sobre la contaminación por microplásticos.
- Los premios Jóvenes Talentos de África fueron otorgados a Alaa Abbas y Mohamed Ahmed Ismail Tarek, de la Universidad Americana de El Cairo, Egipto, y Djalila Ben Bouchta, de la Universidad de El Cairo, Egipto. La propuesta de Abbas está relacionada con la mejora del tratamiento de las aguas residuales y la producción de energía; Tarek desarrollará un modelo computacional para mejorar la gestión de los residuos electrónicos; Ben Bouchta propone un enfoque multidisciplinar de la prestación de servicios energéticos que permita el uso productivo de la energía a las empresarias del África subsahariana.

## Galardonados en 2022
El premio no se concedió en 2021. Los premios concedidos en 2022 incluyen:
- El premio Transición Energética fue otorgado a Naomi Halas y Peter Nordlander de la Universidad Rice (Houston, Texas), por su trabajo en la generación y distribución sostenible de hidrógeno.
- El premio Soluciones Ambientales Avanzadas fue otorgado a Geoffrey W. Coates, de la Universidad de Cornell (Nueva York, Estados Unidos) por sus investigaciones relacionadas con el desarrollo de nuevas macromoléculas para resolver los problemas de la contaminación plástica.
- El premio Energy Frontiers ha sido otorgado a Jens Nørskov e Ib Chorkendorff, de la Universidad Técnica de Dinamarca, por su trabajo en la producción sostenible de combustibles y productos químicos.
- Los premios Joven Investigadora del Año han sido concedidos a Isabella Fiorello, que ha desarrollado minirobots aplicables a la agricultura de precisión, y a Giulia Fredi, que ha realizado investigaciones en el sector del almacenamiento de energía térmica.
- Los premios Jóvenes Talentos de África fueron otorgados a Yousif Adam de la Universidad Americana de El Cairo (Egipto), Ibrahim Mohamed Ibrahim Moustafa Ibrahim de la Academia Árabe de Ciencia, Tecnología y Transporte Marítimo (Egipto), Andsera Adugna Mekonen de la Universidad de Addis Abeba (Etiopía). ) y Andris Metumo Simeon de la Universidad de Ciudad del Cabo (Sudáfrica). La propuesta de Adam se refiere a la gestión sostenible de las aguas residuales en África, basada en el uso de microalgas. Ibrahim ha desarrollado un enfoque predictivo avanzado para estimar la generación de energía a partir de instalaciones solares. Mekonen ha llevado a cabo un estudio del ecosistema agroforestal sostenible. Finalmente, Simeon ha desarrollado un estudio sobre estrategias inteligentes de protección de microrredes híbridas.

## Galardonados en 2023
Entre los premios concedidos en 2023 figuran:
- El premio Energy Transition fue otorgado a Yu Huang de la Universidad de California (Los Ángeles, EE. UU.) por su investigación sobre pilas de combustible de hidrógeno sostenibles, y a Jeffrey R. Long de la Universidad de California (Berkeley, EE. UU.) por su estudio sobre captura cooperativa de gas en Materiales de estructura metalorgánica.
- El premio Soluciones Ambientales Avanzadas fue otorgado a Thalappil Pradeep, del Instituto Indio de Tecnología, Madrás (India), por su investigación relacionada con la producción de agua limpia utilizando materiales avanzados.
- El premio Energy Frontiers ha sido otorgado a Matthew Rosseinsky, de la Universidad de Liverpool (Reino Unido), por su estudio del diseño digital y el descubrimiento de materiales energéticos de próxima generación.
- Los premios Joven Investigador del Año fueron otorgados a Michele Ghini, quien investigó nanocristales de óxidos metálicos para el almacenamiento de energía impulsado por luz, y a Hilmar del Carmen Guzmán Medina, que estudió la reducción electrocatalítica de CO2 para obtener productos de valor agregado.
- Los premios Jóvenes Talentos de África fueron otorgados a Gloria Amo-Duodu de la Universidad Tecnológica de Durban (Sudáfrica), Elshaday Mulu Fetene de la Universidad Moi (Kenia), Tsion Ayalew Kebede de la Universidad de Addis Abeba (Etiopía) y Natnael Tilahun Sinshaw de la Universidad de Ciencia y Tecnología de Addis Abeba (Etiopía). Gloria estudió la aplicación de nanopartículas magnéticas sintetizadas para la producción de biogás mediante digestión anaeróbica. Elshaday investigó la mejora del biogás mediante adsorbentes naturales y modificados. El estudio de Tsion consistió en una evaluación de los índices espectrales de acumulación para la extracción de superficies impermeables mediante el uso de imágenes MSI sentinel-2a. Natnael creó un modelo de detección de la enfermedad de las hojas de la patata mediante una red neuronal convolucional.